# Red Bull-BORA-hansgrohe
El Red Bull-BORA-hansgrohe (código UCI: RBH) es un equipo ciclista profesional alemán de categoría UCI WorldTeam (máxima categoría de equipos ciclistas). Participa del UCI WorldTour así como de algunas carreras del Circuito Continental principalmente las del UCI Europe Tour.

## Historia
Creado como equipo Continental en el 2010, y sin obtener mayores éxitos desde su creación, en enero de 2012, se anunció que el equipo era invitado al Giro de Italia, lo cual causó mucha sorpresa. En marzo, obtuvieron la primera victoria de importancia en su historia al lograr las dos primeras posiciones en la Settimana Coppi e Bartali (categoría 2.1) por medio de Jan Bárta y Bartosz Huzarski, además de ganar la contrarreloj por equipos. En el Giro, si bien culminaron en la posición 20 de 22 equipos, lograron 2 segundos puestos en las etapas 10 y 14, con Bartosz Huzarski y Jan Bárta. A principios de septiembre de 2012 se anunció la fusión con el equipo Continental británico Endura Racing, pasando a llamarse el equipo NetApp-Endura. La licencia continúa siendo alemana y la plantilla fue reforzada con 8 ciclistas del equipo británico: Iker Camaño, Zakkari Dempster, Russell Downing, René Mandri, Jonathan McEvoy, Erick Rowsell, Scott Thwaites y Paul Voss
A partir de la temporada 2015 el equipo se denominó Team Bora-Argon 18, de manera que el patrocinio recayó totalmente en una empresa alemana denominada Bora Lüftungstechnik GmbH, fabricante de placas de cocina y de extracción de humos, radicada en Raubling (Baviera); El contrato es por cinco años e incluye el salto al World Tour en 2017. El segundo patrocinador principal es Argon 18, una marca canadiense de bicicletas.
A partir del año 2017, el equipo sube a la máxima categoría UCI ProTeam con el patrocinio de Hansgrohe, empresa fabricante de sanitarios y de suministros para baños. El equipo se centrará en las Grandes Vueltas, por un lado, así como en las clásicas. Para lograr estos objetivos han logrado contratar al doble campeón mundial Peter Sagan.
En 2024 entró Red Bull como patrocinador principal y desde el Tour de Francia el equipo cambió su denominación a Red Bull-BORA-hansgrohe.

## Corredor mejor clasificado en las Grandes Vueltas
| Año  | Giro de Italia             | Tour de Francia       | Vuelta a España          |
| ---- | -------------------------- | --------------------- | ------------------------ |
| 2010 | -                          | -                     | -                        |
| 2011 | -                          | -                     | -                        |
| 2012 | 65.º Jan Bárta             | -                     | -                        |
| 2013 | -                          | -                     | 9.º Leopald König        |
| 2014 | -                          | 7.º Leopald König     | -                        |
| 2015 | -                          | 25.º Jan Bárta        | -                        |
| 2016 | -                          | 21.º Emanuel Buchmann | 54.º José Mendes         |
| 2017 | 16.º Patrick Konrad        | 15.º Emanuel Buchmann | 39.º Rafał Majka         |
| 2018 | 7.º Patrick Konrad         | 19.º Rafał Majka      | 12.º Emanuel Buchmann    |
| 2019 | 6.º Rafał Majka            | 4.º Emanuel Buchmann  | 6.º Rafał Majka          |
| 2020 | 8.º Patrick Konrad         | 33.º Lennard Kämna    | 9.º Felix Großschartner  |
| 2021 | 32.º Matteo Fabbro         | 5.º Wilco Kelderman   | 10.º Felix Großschartner |
| 2022 | 1.º Jai Hindley            | 5.º Aleksandr Vlasov  | 10.º Jai Hindley         |
| 2023 | 9.º Lennard Kämna          | 7.º Jai Hindley       | 7.º Aleksandr Vlasov     |
| 2024 | 2.º Daniel Felipe Martínez | 18.º Jai Hindley      | 1.º Primož Roglič        |
| 2025 | 6.º Giulio Pellizzari      | 3.º Florian Lipowitz  | Bandera de ?             |

## Equipación
| Bora Argon 18 (2015-2016) | Bora Hansgrohe (2018) | Bora Hansgrohe (2019) | Bora Hansgrohe (2023) |

## Material ciclista
El equipo usa bicicletas de la Specialized y equipamiento Le Col.

## Clasificaciones UCI
A partir de 2005 la UCI instauró los Circuitos Continentales UCI, donde el equipo está desde que se creó en 2010, registrado dentro del UCI Europe Tour. Estando en las clasificaciones del UCI Europe Tour Ranking, UCI Aia Tour Ranking, UCI Africa Tour Ranking y UCI América Tour Ranking. Las clasificaciones del equipo y de su ciclista más destacado son las siguientes:
| Temporada                | Clasificación por equipos | Mejor corredor en la clasificación individual | Posición |
| 2009-2010 (Asia Tour)    | 54.º                      | Andreas Schillinger                           | 208.º    |
| 2009-2010 (Europe Tour)  | 33.º                      | Andreas Schillinger                           | 155.º    |
| 2010-2011 (Africa Tour)  | 8.º                       | Daryl Impey                                   | 18.º     |
| 2010-2011 (Asia Tour)    | 55.º                      | Robert Retschke                               | 254.º    |
| 2010-2011 (Europe Tour)  | 29.º                      | Leopold König                                 | 66.º     |
| 2011-2012 (America Tour) | 23.º                      | Leopold König                                 | 45.º     |
| 2011-2012 (Asia Tour)    | 57.º                      | Grischa Janorschke                            | 188.º    |
| 2011-2012 (Europe Tour)  | 9.º                       | André Schulze                                 | 13.º     |
| 2012-2013 (America Tour) | 18.º                      | Leopold König                                 | 96.º     |
| 2012-2013 (Asia Tour)    | 39.º                      | Ralf Matzka                                   | 106.º    |
| 2012-2013 (Europe Tour)  | 16.º                      | Jan Bárta                                     | 13.º     |
| 2012-2013 (Oceania Tour) | 8.º                       | Zakkari Dempster                              | 24.º     |
| 2013-2014 (America Tour) | 12.º                      | Tiago Machado                                 | 58.º     |
| 2013-2014 (Asia Tour)    | 31.º                      | Daniel Schorn                                 | 129.º    |
| 2013-2014 (Europe Tour)  | 9.º                       | Sam Bennett                                   | 11.º     |
| 2013-2014 (Oceania Tour) | 11.º                      | Zakkari Dempster                              | 48.º     |
| 2015 (Europe Tour)       | 16.º                      | Sam Bennett                                   | 21.º     |
| 2015 (Asia Tour)         | 47.º                      | Sam Bennett                                   | 125.º    |
| 2015 (América Tour)      | 35.º                      | Paul Voss                                     | 278.º    |
| 2016 (Europe Tour)       | 10.º                      | Sam Bennett                                   | 26.º     |
| 2016 (Asia Tour)         | 17.º                      | Phil Bauhaus                                  | 80.º     |
| 2016 (América Tour)      | 21.º                      | Emanuel Buchmann                              | 107.º    |

A partir de 2017 el equipo pasó a formar parte del UCI WorldTour.
| Año  | Clasificación por equipos | Mejor corredor        | Posición |
| 2017 | 8.º                       | Peter Sagan           | 4.º      |
| 2018 | 3.º                       | Peter Sagan           | 2.º      |
| 2019 | 2.º                       | Pascal Ackermann      | 7.º      |
| 2020 | 6.º                       | Maximilian Schachmann | 14.º     |
| 2021 | 7.º                       | Maximilian Schachmann | 22.º     |
| 2022 | 4.º                       | Aleksandr Vlasov      | 5.º      |
| 2023 | 10.º                      | Aleksandr Vlasov      | 26.º     |

## Palmarés
Para años anteriores, véase Palmarés del Red Bull-BORA-hansgrohe

### Palmarés 2025

#### UCI WorldTour
| Fechas      | Carreras                         | Ganador       |
| 21 de enero | 1.ª etapa del Tour Down Under    | Sam Welsford  |
| 22 de enero | 2.ª etapa del Tour Down Under    | Sam Welsford  |
| 26 de enero | 6.ª etapa del Tour Down Under    | Sam Welsford  |
| 27 de marzo | 4.ª etapa de la Volta a Cataluña | Primož Roglič |
| 30 de marzo | 7.ª etapa de la Volta a Cataluña | Primož Roglič |
| 30 de marzo | Volta a Cataluña                 | Primož Roglič |
| 29 de mayo  | 18.ª etapa del Giro de Italia    | Nico Denz     |
| 20 de junio | 6.ª etapa de la Vuelta a Suiza   | Jordi Meeus   |
| 22 de junio | Copenhagen Sprint                | Jordi Meeus   |

#### UCI ProSeries
| Fechas        | Carreras                           | Ganador          |
| 19 de febrero | 1.ª etapa de la Vuelta a Andalucía | Maxim Van Gils   |
| 21 de febrero | 3.ª etapa de la Vuelta al Algarve  | Jordi Meeus      |
| 14 de mayo    | 1.ª etapa del Tour de Hungría      | Danny van Poppel |
| 15 de mayo    | 2.ª etapa del Tour de Hungría      | Danny van Poppel |
| 31 de mayo    | 3.ª etapa del Tour de Noruega      | Maxim Van Gils   |
| 28 de julio   | 3.ª etapa del Tour de Valonia      | Davide Donati    |
| 5 de agosto   | 1.ª etapa de la Vuelta a Burgos    | Roger Adrià      |

#### Circuitos Continentales UCI
| Fechas | Circuito | Carreras | Ganador |

#### Campeonatos nacionales
| Fechas       | Carreras                                       | Ganador           |
| 6 de febrero | Campeonato de Nueva Zelanda Contrarreloj (CRI) | Finn Fisher-Black |
| 26 de junio  | Campeonato de Polonia Contrarreloj (CRI)       | Filip Maciejuk    |
| 26 de junio  | Campeonato de Irlanda Contrarreloj (CRI)       | Ryan Mullen       |
| 28 de junio  | Campeonato de los Países Bajos en Ruta         | Danny van Poppel  |

## Plantilla
Para años anteriores véase:Plantillas del Red Bull-BORA-hansgrohe

### Plantilla 2025
| Corredor               | Nacimiento | Nacionalidad  | Equipo 2024                   |
| Roger Adrià            | 18/04/1998 | España        | Red Bull-BORA-hansgrohe       |
| Giovanni Aleotti       | 25/05/1999 | Italia        | Red Bull-BORA-hansgrohe       |
| Nico Denz              | 15/02/1994 | Alemania      | Red Bull-BORA-hansgrohe       |
| Finn Fisher-Black      | 21/12/2001 | Nueva Zelanda | UAE Team Emirates             |
| Alexander Hajek        | 19/07/2003 | Austria       | Red Bull-BORA-hansgrohe       |
| Emil Herzog            | 06/10/2004 | Alemania      | Red Bull-BORA-hansgrohe       |
| Jai Hindley            | 05/05/1996 | Australia     | Red Bull-BORA-hansgrohe       |
| Jonas Koch             | 25/06/1993 | Alemania      | Red Bull-BORA-hansgrohe       |
| Oier Lazkano           | 07/11/1999 | España        | Movistar Team                 |
| Florian Lipowitz       | 21/09/2000 | Alemania      | Red Bull-BORA-hansgrohe       |
| Filip Maciejuk         | 03/09/1999 | Polonia       | Red Bull-BORA-hansgrohe       |
| Daniel Felipe Martínez | 25/04/1996 | Colombia      | Red Bull-BORA-hansgrohe       |
| Jordi Meeus            | 01/07/1998 | Bélgica       | Red Bull-BORA-hansgrohe       |
| Gianni Moscon          | 20/04/1994 | Italia        | Soudal Quick-Step             |
| Ryan Mullen            | 07/08/1994 | Irlanda       | Red Bull-BORA-hansgrohe       |
| Anton Palzer           | 11/03/1993 | Alemania      | Red Bull-BORA-hansgrohe       |
| Giulio Pellizzari      | 21/11/2003 | Italia        | VF Group Bardiani-CSF Faizanè |
| Laurence Pithie        | 17/07/2002 | Nueva Zelanda | Groupama-FDJ                  |
| Primož Roglič          | 29/10/1989 | Eslovenia     | Red Bull-BORA-hansgrohe       |
| Matteo Sobrero         | 14/05/1997 | Italia        | Red Bull-BORA-hansgrohe       |
| Jan Tratnik            | 23/02/1990 | Eslovenia     | Team Visma \| Lease a Bike    |
| Mick van Dijke         | 15/03/2000 | Países Bajos  | Team Visma \| Lease a Bike    |
| Tim van Dijke          | 15/03/2000 | Países Bajos  | Team Visma \| Lease a Bike    |
| Maxim Van Gils         | 25/11/1999 | Bélgica       | Lotto Dstny                   |
| Danny van Poppel       | 26/07/1993 | Países Bajos  | Red Bull-BORA-hansgrohe       |
| Aleksandr Vlasov       | 23/04/1996 | Rusia         | Red Bull-BORA-hansgrohe       |
| Frederik Wandahl       | 09/05/2001 | Dinamarca     | Red Bull-BORA-hansgrohe       |
| Samuel Welsford        | 19/01/1996 | Australia     | Red Bull-BORA-hansgrohe       |
| Ben Zwiehoff           | 22/02/1994 | Alemania      | Red Bull-BORA-hansgrohe       |